# Góry Miechowskie
Góry Miechowskie – wieś w Polsce położona w województwie małopolskim, w powiecie miechowskim, w gminie Racławice.
W latach 1975–1998 miejscowość administracyjnie należała do województwa kieleckiego.
Wieś mieści się na wysokości ok. 360 m n.p.m., najwyższe wzniesienie w okolicach ma 393 m n.p.m.
W okolicach wsi położony jest obszar Natura 2000 „Kalina-Lisiniec”.

## Tablica pamiątkowa
W Górach Miechowskich znajduje się tablica pamiątkowa ku czci żołnierzy poległych podczas II wojny światowej oraz dwóch mieszkańców tej wsi. Tablica wmurowana jest w polodowcowy piaskowiec. Miejsce otoczone jest łańcuchem kowalskiej roboty. Na łańcuchu blaszany orzeł.
Inskrypcja na pomniku:
Pamięci żołnierzy oddziału partyzanckiego „Skrzetuski” inspekt. rej. AK „MARIA” ppor. Stanisława Jazdowskiego „Żbika” dowódcy oddziału, starszego strzelca Edwarda Sitarza „Leszka”, poległych 16.VIII.1944 r. w Górach Miechowskich w walce z żandarmerią niemiecką oraz zamordowanych przez UB w 1946 r. tutejszych mieszkańców: Franciszka Drożdża i Mariana Wojniłłowicza.
Partyzanci oddziału „Skrzetuski” 1990